# 半仙山村古建筑群
半仙山村古建筑群，位于中国广东省东莞市横沥镇半仙山村，为东莞市的一个市、县级文物保护单位，类型为古建筑，公布时间为2004年1月8日。
半仙山村古建筑群的历史年代为清代。